# Barraca
|  | Per a altres significats, vegeu «Barraca (desambiguació)». |

Una barraca és una edificació rural d'arquitectura popular, generalment petita, baixa i simple, de caràcter primari i pròpia de les zones europees i nord-africanes, feta amb fusta, pedra, de tàpia, o d’un altre material, per a desar eines i estris, i d'aixoplug.
L'origen d'aquest tipus d'edificació és difícil d'esbrinar, malgrat açò, hi ha experts, com ara W. Giese i Max Thede, que consideren que podrien estar relacionades amb arcaiques construccions circulars que poc a poc evolucionen cap a estructures rectangulars, cosa que podria explicar el perquè les parts posteriors de barraques d'algunes zones presenten una paret circular, la culata (com passa a terres de l'Ebre, o a la zona francesa de la Camarga, on a més encara conserven també el pilar central que servia per sostindre la coberta, o inclús en algunes barraques del Palmar a València).

## Les barraques dels Països Catalans
Hi ha barraques típiques en regions com el delta de l'Ebre o l'Albufera de València, no debades el grup més nombrós d'aquest tipus de construcció es donà a l'entorn de València, Alboraia i el Palmar. La coneguda com barraca valenciana va estendre's de les costes de la Plana de Castelló (hui desaparegudes) fins l'Horta d'Oriola, i es coneixia aquesta darrera també com barraca oriolana. També van existir-ne antigament al delta del Llobregat.

### Barraca de vinya

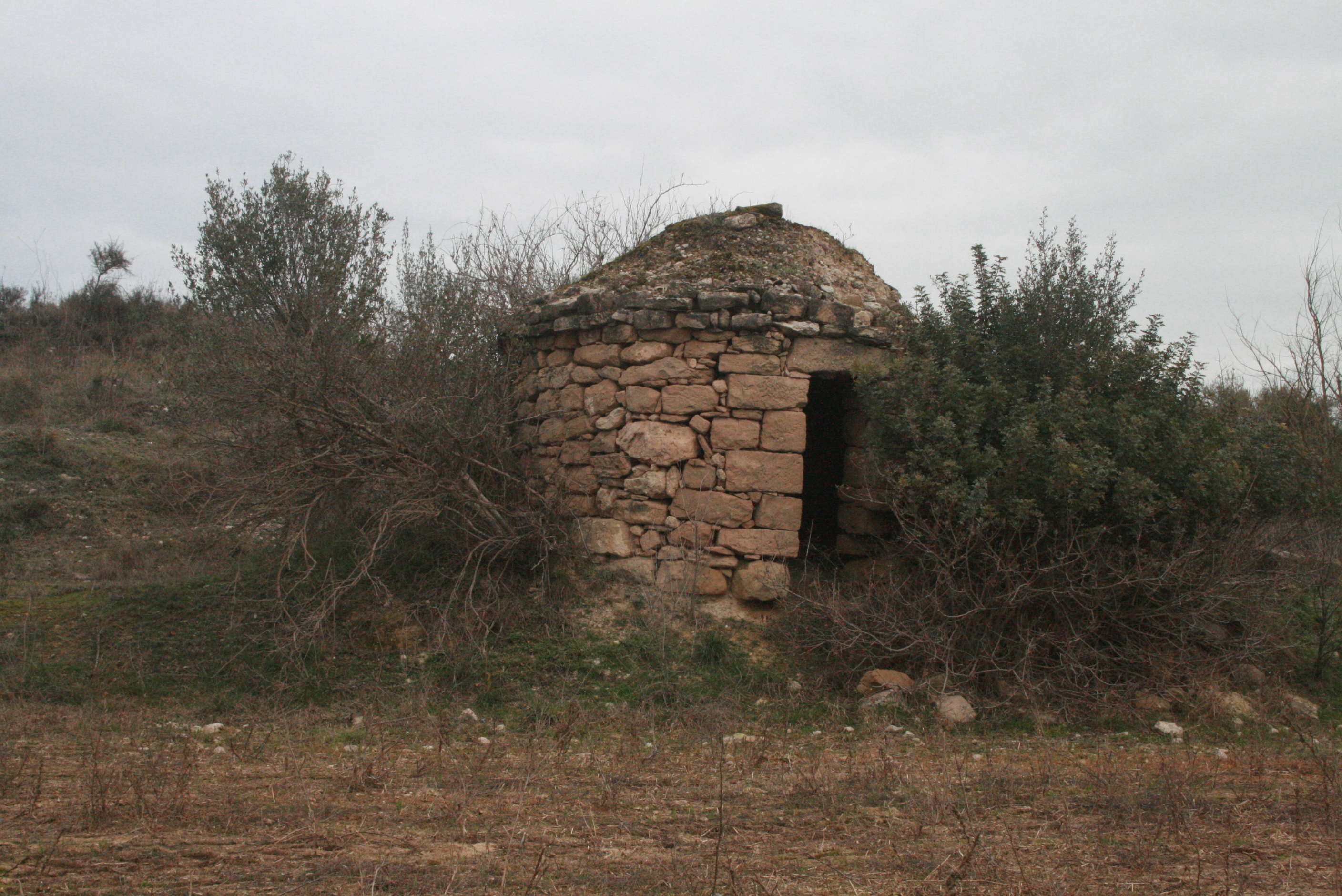
Barraca de vinya de planta rodona a Manresa

La barraca de vinya, maset, casup (a la Marina), catxirulo (Camp de Túria i Horta Nord) o casot (a la plana del Rosselló), és una construcció rural obrada en pedra seca que té diferents usos, com ara servir d'aixopluc, per a desar-hi eines o com a alberg de bestiar, entre d'altres. Se'n troben arreu dels Països Catalans i per tot l'espai mediterrani i altres àrees on hi hagi abundància de pedres, com ara la península Ibèrica, l'estat francès, Itàlia, algunes zones d'Escòcia, etc. Per a la construcció d'aquests habitacles s'utilitzen els materials que es tenen més a l'abast. A la comarca del Bages, per exemple, els materials utilitzats són: terra, canyes, fusta, pedra i la combinació d'aquests dos últims elements. Tanmateix, la majoria de les anomenades "barraques de vinya" s'han construït íntegrament de pedra i lligades en sec.

### Barraca valenciana

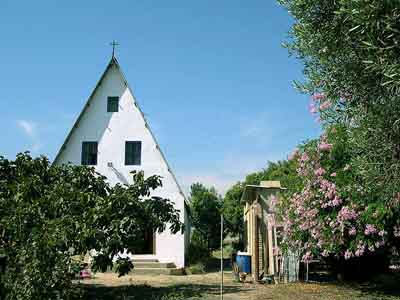
Barraca de l'Horta de València

N'hi ha dos tipus principals de barraca tradicional: la barraca d'horta i la barraca de pescadors (si bé este últim tipus està quasi desaparegut) i només en queden alguns exemplars a la zona de l'Albufera, on es barreja amb la barraca d'horta, ja que aquesta zona en reuneix les dues característiques, així com la zona del delta de l'Ebre. L'edifici és de planta rectangular, d'uns nou per cinc metres, amb coberta triangular amb un marcat angle per a desaiguar les precipitacions torrencials tan típiques d'esta zona, amb un cavallet perpendicular a l'entrada (usualment, orientada cap al sud) que està situada en un dels costats menors. La distribució n'és sempre pareguda: una porta a la façana sud que dona accés a un ample passadís que recorre tota l'edificació fins a la façana nord, on s'habilita una altra porta que permet la circulació d'aire. Aquest corredor és utilitzat com a cuina, menjador i magatzem. A l'altra crugia, s'habiliten els dormitoris, habitualment tres. Al pis superior, s'accedeix mitjançant una escala de mà i antigament era utilitzat per a la cria del cuc de seda.
La barraca és una edificació típica del País Valencià, on vivien normalment les persones que treballaven al camp o en la pesca. S'edificava principalment al llarg de la costa valenciana des de Carcaixent fins a Sagunt, però a les comarques que rodegen l'Albufera, és a dir, l'Horta de València, i a les Riberes Alta i Baixa, tenen uns detalls més característics, ja que s'edifiquen en una zona on és fàcil trobar els materials tradicionals per a construir-ne: fang, canyes, canyís, palla. Encara que el seu ús ha minvat força, hui encara s'utilitza per part de llauradors que treballen en àrees allunyades de les poblacions. Un dels pobles amb major concentració de barraques és el Palmar, una pedania de València.
També se'n troba alguna a les terres de l'Ebre, i a Múrcia. Sobretot al Delta, que eren els refugis dels cultivadors d'arròs i que tenen l'origen en els llauradors valencians desplaçats al Delta a desermar la terra. També hi ha edificacions semblants en altres zones d'aiguamolls, com ara a Doñana, a Andalusia, on tenen una tipologia una mica diferent i s'anomenen chozas.

#### Barraca de carro
Les barraques de carro són barraques amb coberta a dues vessants, amb una biga central i un entramat de troncs que aguanten un sostre de lloses. A sobre s'hi pot posar una capa de terra argilosa. Ja que la seva funció és amagar el carro i l'animal, aquest tipus de barraca manquen d'una de les parets curtes. La seva coberta és de teula àrab, disposada damunt un canyís sostingut per bigues d'ullastre o olivera, normalment. En aquestes construccions predomina la planta rectangular. Aquestes construccions són molt comuns a la Serra de Tramuntana i estan construïdes en pedra en sec.

#### Fang i pallús
Per a la construcció de les barraques es feien servir antigament fang i pallús, mescla de fang i el rebuig que queda de la palla després de trillar el gra, ja fora per fer els atovons o directament per fer revestiments, propi d'economies de subsistència basades en allò que disposaven a l'abast.

## Galeria

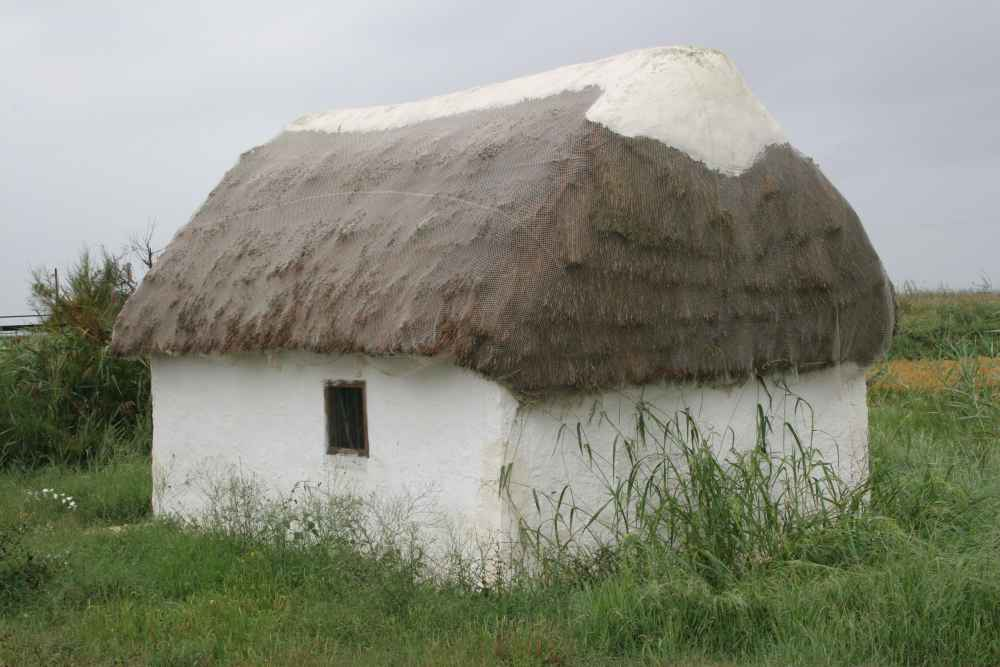
Barraca tradicional del delta de l'Ebre.
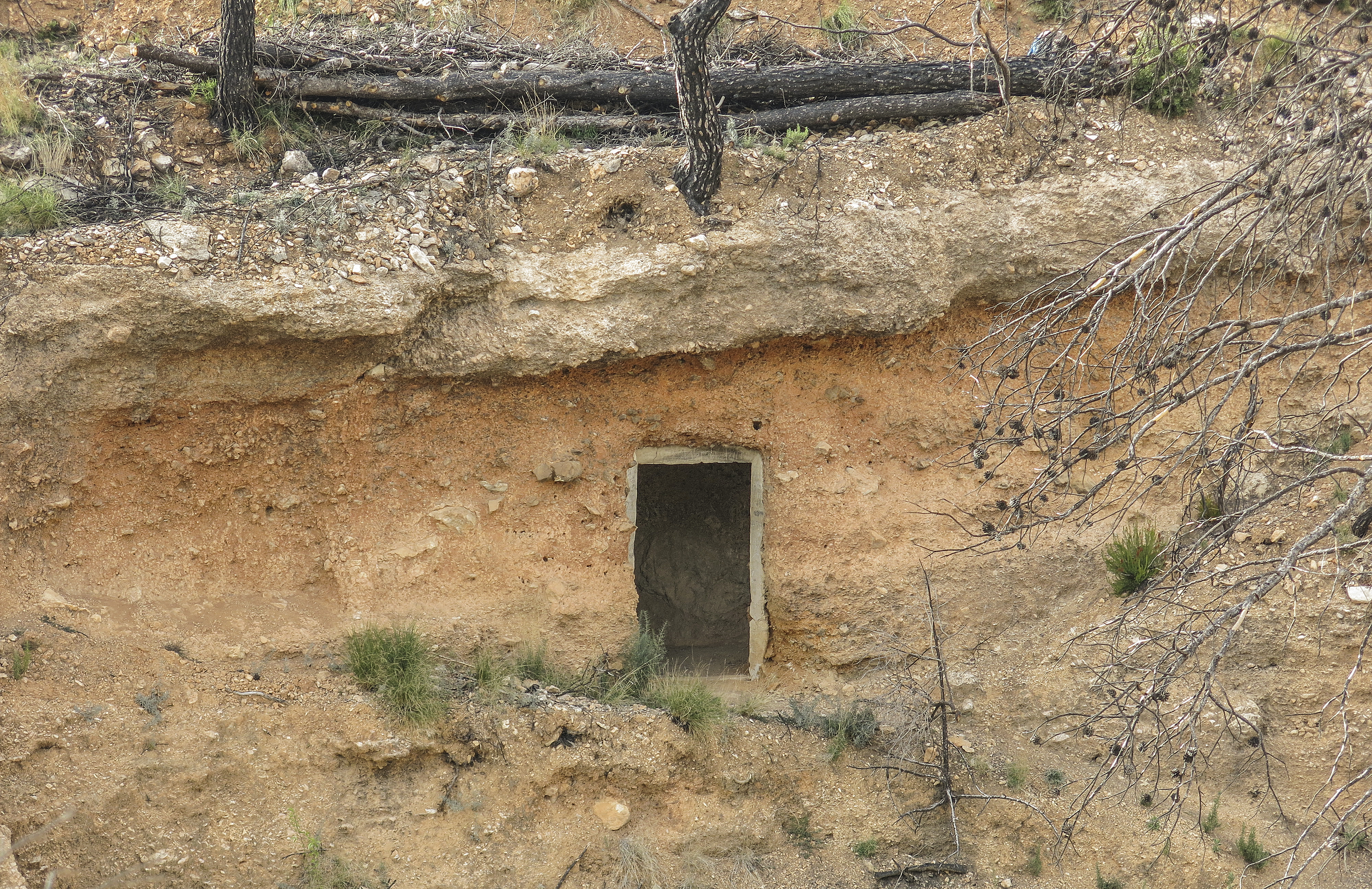
Barraca del pouet de neu, Beneixama.